# エドゥアルト・メーリケ
エドゥアルト・フリードリヒ・メーリケ（Eduard Friedrich Mörike, 1804年9月8日 ルートヴィヒスブルク - 1875年6月4日 シュトゥットガルト）は、ドイツのロマン主義詩人。

## 生涯
ルートヴィヒスブルク生まれ。テュービンゲン大学で神学を学んだ後、聖職者となり、ルーテル教会の牧師となった。1834年、ヴァインスベルク近郊のクレーファーズルツバッハの牧師に就任したが、その後、健康上の理由で辞職した。1851年、シュトゥットガルトの女学校カタリーネンシュティフトでドイツ文学の教授になり、1866年まで勤めた。その後もシュトゥットガルトに住み、その地で亡くなった。

## 作品
メーリケは、ルートヴィヒ・ウーラント（Ludwig Uhland）を中心とした通称シュヴァーベン派のメンバーだった。メーリケの詩『Gedichte（詩）』（1838年。第22版1905年）はほとんどが抒情詩でユーモラスなものが多い。しかし表現はシンプルで自然な言葉を使っている。『Lieder（歌集）』は形式において伝統的で、ゲーテのそれと比較された。さらにメーリケはいささかファンタスティックな『Idylle vom Bodensee, oder Fischer Martin und die Glockendiebe（ボーデン湖の牧歌、またはフィッシャー・マルティンと鐘泥棒）』（1846年。第2版1856年）を書き、ギリシア・ローマの讃歌（Hymne）、頌歌、エレジー、アイディル（Idylle; 牧歌）の選集『Klassische Blumenlese（古典詞華集）』（1840年）、さらに、今なお人気の高い教養小説『画家ノルテン（Maler Nolten）』（1832年。第6版1901年）など、いくつかの小説・物語も書いた。代表作『画家ノルテン』は「一人の画家の運命を、恋愛感情の葛藤を通して描いたものである。・・・精緻な文章による心理描写に、独自のものがある」。他の作品では、芸術と相容れない世界で芸術家が抱える問題をユーモラスに描いた中編小説『旅の日のモーツァルト（プラークへの旅路のモーツァルト、Mozart auf der Reise nach Prag）』（1856年）がある。メーリケの『Gesammelte Schriften（全集）』は最初4巻で出版された。「時代離れしている感じ」のこの詩人は、「時代に鈍感だったというより、その不安と動揺の中にあって自分の詩世界をまもり、言葉のなかに持続するものを建てたところに、彼の面目がある」。メーリケの詩には、フーゴ・ヴォルフをはじめ、ロベルト・シューマン、ヨハネス・ブラームス、マックス・ブルッフ、アルバン・ベルクらが曲を付している。

## 日本語訳
- 『メーリケ名詩集』宮下健三訳（大学書林、1964）
- 『メーリケ詩抄』江原綱一訳（悦志堂、1966）
- 『メーリケ詩集』森孝明訳（三修社、1993：改訂版、2000[4]）
- 『旅の日のモーツァルト』
  - 『プラークへの旅路のモーツァルト 独逸文学叢書』石川錬次訳（岩波書店、1926）

のち「旅の日のモーツァルト」（旧岩波文庫、1939）（束書房、1948）
  - 浜川祥枝訳 『世界文学全集』（新潮社、1964）収録
  - 猿田悳訳 （白水社、1969）
  - 宮下健三訳 （岩波文庫、1974）
  - 石倉小三郎訳 （堀書店、1949）
- 『画家ノルテン』手塚富雄訳（筑摩書房、1948）。のち『世界文学大系79 メーリケ・ケラー』に収録
- 『美はしき別離』川崎芳隆訳（蒼樹社、1949）
- 『宝の小筥』小野浩訳（羽田書店、 1950）。のち『宝の小箱』角川文庫
- 『世界文学大系』（筑摩書房、1964）収録
  - 「シュツットガルトの皺くちゃ親爺」熊井一郎訳。
- 『ドイツ・ロマン派全集 7  ハウフ メーリケ』（国書刊行会、1984）収録
  - 「シュトゥットガルトのしわくちゃこびと」小沢俊夫訳
  - 「イェツェルテの手」鈴木潔訳
- 『小男フッエルメンライン』山崎省吾訳（独逸童話文学選集：増進堂、1944 ）
- 『手塚富雄全訳詩集 2』（角川書店、1971）、他にヘルダーリン、オーデ、エレギー、アイヒェンドルフ、レーナウ。